# Norman Macleod
Norman Alasdair Macleod (* 6. Dezember 1927 in Glasgow; † 2. Oktober 1991 in Ross-on-Wye) war ein schottischer Schachkomponist.

## Schach

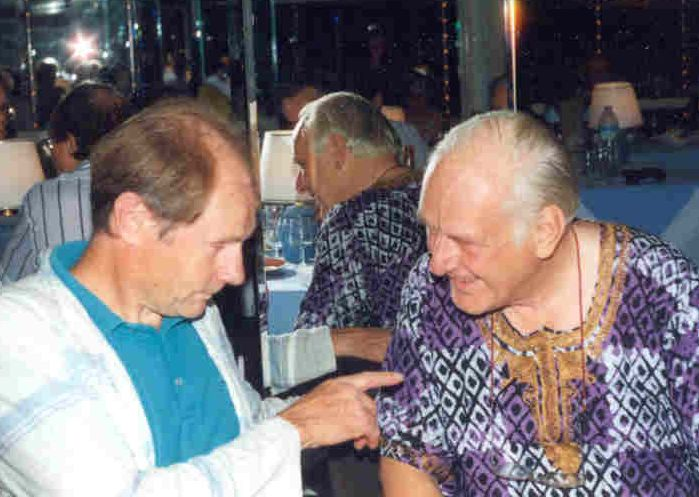
Norman Macleod (rechts, mit Bo Lindgren) auf dem Abschlussbankett der PCCC-Tagung 1990 in Benidorm

Norman Macleod gab 1983 an, im Alter von zwölf Jahren Schach aus der Children’s Encyclopaedia erlernt zu haben. Als er seinem Bruder Iain das Schachspiel beibrachte, erfand Macleod bereits neue Regeln. In der High School gewann Macleod jedes Turnier. In seinem letzten Schuljahr 1944 war Macleod Schachklubpräsident der Schule.
Macleod besuchte regelmäßig den Glasgow Chess Club, der nahe der Schule lag. Dort spielte er mit D. M. MacIsaac, dem Schachkolumnisten des Glasgow Herald, und William Fairhurst. Hier lernte Macleod auch Comins Mansfield kennen, der ebenfalls dem Klub angehörte. Macleod wurde in der Folge mehrfach Klubmeister und belegte zweimal den zweiten Platz bei der Schottischen Meisterschaft. Am dritten Brett hinter Fairhurst und James Macrae Aitken nahm Macleod an der Schacholympiade 1958 in München teil, auf der er 7 aus 16 Punkten erzielte. Während einer Reise in die Vereinigten Staaten 1964 gewann Macleod die Meisterschaft von Maryland. Dennoch blieben für Macleod Schachpartien lediglich Zeitvertreib, er bevorzugte die Komposition.
Während einer Reise nach Paris lernte Macleod Nicolas Rossolimo kennen.
1980 wurde Macleod von der FIDE zum Internationalen Schiedsrichter für Zweizüger, Dreizüger und Mehrzüger ernannt. Im Jahr 1984 folgte der Titel als Internationaler Meister der Schachkomposition. Mit dem 1992 erschienenen FIDE-Album erreichte der inzwischen verstorbene Macleod die Kriterien für den Großmeistertitel für Schachkomposition. Dieser wurde ihm daraufhin am 3. September 1993 posthum verliehen. PCCC-Präsident Klaus Wenda kümmerte sich persönlich um die tatsächliche Titelvergabe.
Von 1979 bis 1981 war Macleod Präsident des Komitees der British Chess Problem Society (BCPS).
Macleod benutzte ab Anfang der 1980er-Jahre die Forsyth-Notation, um an ihn als Sachbearbeiter gesandte Probleme in einer Computerdatenbank zu verwalten. Er entwickelte ein Schachlöseprogramm, das er später in zwei Versionen für den Sinclair QL kompilierte. Wegen der Komplexität der Aufgabenstellung und technischer Beschränkungen war die Software für längere Probleme jedoch ungeeignet. Macleod war auch der erste Programmentwickler zum Komponieren von Schachaufgaben. Sein Programm generierte nach der Methode Versuch und Irrtum sämtliche Positionen des vorgegebenen Materials und bestimmte danach Zugfolgen, die zum Matt oder Patt führten. Hardwarebeschränkungen und Komplexität erlaubten Macleod, nur Positionen mit drei Steinen zu bearbeiten. Das Programm war ein Vorläufer moderner Endspieldatenbank-Generatoren.
In den späten 1980er Jahren war Macleod Mitglied des Komitees der BCPS zur Gründung der Zeitschrift The Problemist. C. G. Rains, ein früheres Mitglied, half bei der Umsetzung dieser Idee. Mit Unterstützung von Paul Valois übernahm Brian Stephenson später die Zeitschrift bis in die Gegenwart.
In den letzten Lebensmonaten konnte sich Norman Macleod krankheitsbedingt nicht mehr gut bewegen. Dennoch arbeitete er bis zuletzt in der Schachkomposition für die Zeitschrift The Problemist. Zum Treffen der Permanenten Kommission für Schachkomposition (PCCC) in Benidorm im Sommer 1990 führte Macleod die britische Lösemannschaft an. Beim BCPS-Treffen im März 1991 war Macleod bereits schwer krank, nahm jedoch erneut an allen Veranstaltungen teil. Das Löseturnier bestritt er vom Bett aus.
Insgesamt hat Norman Macleod mehr als 1000 Schachkompositionen geschaffen. Das folgende Beispiel gewann den 1. Preis in einer jugoslawischen Zeitschrift.
|   | a | b | c | d | e | f | g | h |   |
| 8 |   |   |   |   |   |   |   |   | 8 |
| 7 |   |   |   |   |   |   |   |   | 7 |
| 6 |   |   |   |   |   |   |   |   | 6 |
| 5 |   |   |   |   |   |   |   |   | 5 |
| 4 |   |   |   |   |   |   |   |   | 4 |
| 3 |   |   |   |   |   |   |   |   | 3 |
| 2 |   |   |   |   |   |   |   |   | 2 |
| 1 |   |   |   |   |   |   |   |   | 1 |
|   | a | b | c | d | e | f | g | h |   |

Lösung:

1. Kd5? c1D! 2. Sxc1 Dxb2 führt wegen Öffnung der zweiten Reihe nicht zum Ziel. Deshalb

1. Ke4–f3! Th5–h4 Mit dem Vorplan schaltet der weiße König die Verteidigung von Schwarz aus.

2. Kf3–g2 d3xe2

3. Kg2–f3 c2–c1S Schwarz kann seine Züge nicht zurücknehmen.

4. Kf3–e4 Th4–h5 Switchback (Rückkehr des Königs auf sein ursprüngliches Feld)

5. Ke4–d5 Da3–b4 Nun funktioniert der Hauptplan.

6. Kd5–c6 Db4–e7 Das Abzugsschach ist unvermeidlich.

7. Kc6–b5+ De7–b7

8. Lh1xb7 matt

## Beruf und Privates
Norman Macleod war der Sohn von Murdoch und Mary Macleod. Er hatte einen drei Jahre jüngeren Bruder namens Iain, der ihn bis zuletzt in seinen Aktivitäten unterstützte.
Macleod besuchte die High School of Glasgow, auf der er durch sein phänomenales Gedächtnis keine Schwierigkeiten mit dem Unterrichtsstoff hatte. In der fünften Klasse (entspricht in etwa der deutschen 12. Schulklasse) schaffte Macleod sieben der höchsten Abschlussexamina. Während der Schulzeit erlangte er in vielen Beschäftigungen Kompetenzniveau. Neben einem phänomenalen Gedächtnis fiel Macleod jedoch später auch durch Zerstreutheit auf.
Norman Macleod war mit dem Beschwörer und Geschäftsinhaber Tam Shepherd befreundet und trat der Zauberkünstlervereinigung The Magic Circle bei, noch bevor er die Schule verließ. Magie hielt neben seinen anderen Interessen und Zeitvertreiben, die Macleod in dieser Zeit hatte, bis zu seinem Tod Macleods Interesse.
Nach der Schule studierte Macleod an der Glasgow University Wissenschaft, wobei er mangels Motivation beinahe scheiterte. Danach ging Macleod zum Army Education Corps of National Service und brachte es bis zum Sergeanten. Im Ministry of National Insurance arbeitete Macleod kurzzeitig auf Anregung seines Vaters. Schließlich fand Macleod eine Stelle im Außenministerium, die ihm von C.H.O.D. Alexander vermittelt wurde, der zu diesem Zeitpunkt Veteran der kryptografischen Militärspionageniederlassung des GCHQ in Bletchley war. Macleod wurde schließlich für das GCHQ in Cheltenham positioniert. Über Macleods Aktivitäten im Geheimdienst ist wenig bekannt, Indizien deuten jedoch auf Forschungen im Bereich der Computertechnik, -forschung und -entwicklung hin. 1983 verließ Macleod den Geheimdienst. Später entwickelte er Trainingssoftware in C für eine kommerzielle Organisation.
Daphne Maines arbeitete 1954 in der britischen Botschaft in Washington. Norman Macleod lernte sie dort kennen, als er von der Polizei wegen Trunkenheit festgenommen worden war. Die beiden kamen zusammen und heirateten, was dazu führte, dass Macleod nach Timperley, nahe Daphnes Familie, umzog. 1957 erhielt das Paar eine Tochter namens Fiona und 1961 eine weitere Tochter namens Heather. Fiona ist inzwischen mit David Ion verheiratet, woraus drei Töchter hervorgingen. Heather und John Parrott haben eine Tochter und zwei Söhne.
Macleod wurde im November 1990 operiert, nachdem ein Krebsgeschwür festgestellt worden war. Im Krankenhaus wurde er von vielen Schachfreunden besucht. Der Krebs kehrte jedoch zurück und befiel andere Körperteile. Als sich Macleod nicht mehr bewegen konnte, wurde eine Strahlentherapie im Cheltenhamer Krankenhaus durchgeführt. Anschließend wurde er in das Dilke Memorial Hospital im Forest of Dean überführt. Nach drei Wochen wurde Macleod entlassen und musste anschließend per Hebezug zwischen Bett und Rollstuhl bewegt werden. Dennoch versuchte Macleod, das meiste aus seinem Leben zu machen.
Am 2. Oktober 1991 ist Norman Macleod im Beisein seiner gesamten Familie verstorben.

## Andere Interessen
Andere Interessen Macleods waren Vogelbeobachtung, Farbfotografie – die Bilder entwickelte Macleod zuhause –, Buchbinderei, Bierherstellung, Weinherstellung, Angeln, Bridge, Musik, Bibel und Theologie – Daphnes Bruder Noel vermutete, dass Macleod vor allem an Zeremonien interessiert war –, Kochkunst sowie berechenbares Glücksspiel (etwa Pferderennen).
Macleod wusste über die Lebensdaten und Werke vieler Musiker Bescheid, besuchte mit seiner Frau viele Konzerte und trat mit ihr dem Bach Choir of Cheltenham bei. Er besaß eine große Sammlung von Tonträgern und eignete sich Fachkenntnis über viele Musikstücke an. Macleod hatte beispielsweise sechs Versionen der Zauberflöte, die er miteinander verglich und analysierte. In Macleods letzten Lebensmonaten verwandten sein Bruder und er viel in Pferdewetten gewonnenes Geld auf den Ausbau der CD-Sammlung.
Anfang der 1970er-Jahre wurde Macleod Mitglied der Freimaurerloge Cheltenham Masonic Lodge und avancierte zum Worshipful Master.